# Kanton Saint-Amour
Der Kanton Saint-Amour ist seit 1790 ein französischer Wahlkreis im Département Jura in der Region Bourgogne-Franche-Comté. Er umfasst 32 Gemeinden im Arrondissement Lons-le-Saunier und hat seinen Hauptort (frz.: bureau centralisateur) in Saint-Amour. Im Rahmen der landesweiten Neuordnung der französischen Kantone wurde er im Frühjahr 2015 erheblich erweitert.

## Gemeinden
Der Kanton besteht aus 32 Gemeinden mit insgesamt 13.421 Einwohnern (Stand: 1. Januar 2022) auf einer Gesamtfläche von 357,32 km²:
| Gemeinde              | Einwohner 1. Januar 2022 | Fläche km² | Dichte Einw./km² | Code INSEE | Postleitzahl |
| --------------------- | ------------------------ | ---------- | ---------------- | ---------- | ------------ |
| Andelot-Morval        | 91                       | 10,54      | 9                | 39010      | 39320        |
| Augea                 | 279                      | 7,52       | 37               | 39025      | 39190        |
| Augisey               | 187                      | 9,29       | 20               | 39027      | 39270        |
| Balanod               | 333                      | 4,93       | 68               | 39035      | 39160        |
| Beaufort-Orbagna      | 1.466                    | 17,22      | 85               | 39043      | 39190        |
| Broissia              | 57                       | 2,97       | 19               | 39080      | 39320        |
| Cesancey              | 389                      | 5,12       | 76               | 39088      | 39570        |
| Chevreaux             | 126                      | 6,12       | 21               | 39142      | 39190        |
| Cousance              | 1.290                    | 6,39       | 202              | 39173      | 39190        |
| Cressia               | 250                      | 14,99      | 17               | 39180      | 39270        |
| Cuisia                | 388                      | 10,16      | 38               | 39185      | 39190        |
| Digna                 | 368                      | 3,38       | 109              | 39197      | 39190        |
| Gigny                 | 267                      | 16,04      | 17               | 39253      | 39320        |
| Gizia                 | 201                      | 7,35       | 27               | 39255      | 39190        |
| Graye-et-Charnay      | 136                      | 6,31       | 22               | 39261      | 39320        |
| La Chailleuse         | 590                      | 24,53      | 24               | 39021      | 39270, 39570 |
| Les Trois-Châteaux    | 770                      | 19,28      | 40               | 39378      | 39160        |
| Loisia                | 146                      | 11,58      | 13               | 39295      | 39320        |
| Maynal                | 328                      | 8,14       | 40               | 39320      | 39190        |
| Monnetay              | 16                       | 2,46       | 7                | 39343      | 39320        |
| Montagna-le-Reconduit | 109                      | 5,43       | 20               | 39346      | 39160        |
| Montfleur             | 164                      | 7,88       | 21               | 39353      | 39320        |
| Montlainsia           | 212                      | 21,50      | 10               | 39273      | 39320        |
| Montrevel             | 83                       | 6,39       | 13               | 39363      | 39320        |
| Rosay                 | 119                      | 9,93       | 12               | 39466      | 39190        |
| Rotalier              | 151                      | 4,07       | 37               | 39467      | 39190        |
| Saint-Amour           | 2.364                    | 11,65      | 203              | 39475      | 39160        |
| Thoissia              | 36                       | 3,89       | 9                | 39532      | 39160        |
| Val-d’Épy             | 302                      | 25,35      | 12               | 39209      | 39160        |
| Val-Sonnette          | 1.309                    | 19,33      | 68               | 39576      | 39190        |
| Val Suran             | 782                      | 37,49      | 21               | 39485      | 39320        |
| Véria                 | 112                      | 10,09      | 11               | 39551      | 39160        |
| Kanton Saint-Amour    | 13.421                   | 357,32     | 38               | 3913       | –            |

Bis zur landesweiten Neuordnung der französischen Kantone im März 2015 gehörten zum Kanton Saint-Amour die 16 Gemeinden Balanod, Chazelles, Chevreaux, Digna, Graye-et-Charnay, L’Aubépin, Loisia, Montagna-le-Reconduit, Nanc-lès-Saint-Amour, Nantey, Saint-Amour, Saint-Jean-d’Étreux, Senaud, Thoissia, Val-d’Épy und Véria. Sein Zuschnitt entsprach einer Fläche von 101,86 km2. Er besaß vor 2015 einen anderen INSEE-Code als heute, nämlich 3925.

## Veränderungen im Gemeindebestand seit der landesweiten Neuordnung der Kantone
2025:
- 1. Januar: Fusion Sainte-Agnès und Val-Sonnette → Val-Sonnette

2019:
- 1. Januar: Fusion Beaufort und Orbagna → Beaufort-Orbagna
- 1. Januar: Fusion Les Trois Châteaux und Saint-Jean-d’Étreux → Les Trois Châteaux

2018:
- 1. Januar: Fusion La Balme-d’Épy und Val d’Épy → Val-d’Épy

2017:
- 1. Januar: Fusion Villeneuve-lès-Charnod und Aromas (Kanton Moirans-en-Montagne) → Aromas
- 1. Januar: Fusion Dessia, Lains und Montagna-le-Templier → Montlainsia
- 1. Januar: Fusion Mallerey und Trenal (Kanton Lons-le-Saunier-2) → Trenal
- 1. Januar: Fusion Bonnaud, Grusse, Vercia und Vincelles → Val-Sonnette
- 1. Januar: Fusion Bourcia, Louvenne, Saint-Julien und Villechantria → Val Suran

2016:
- 1. Januar: Fusion Varessia (Kanton Moirans-en-Montagne), Arthenas (Kanton Moirans-en-Montagne), Essia (Kanton Moirans-en-Montagne) und Saint-Laurent-la-Roche  → La Chailleuse
- 1. April: Fusion Chazelles, L’Aubépin und Nanc-lès-Saint-Amour  → Les Trois Châteaux
- 1. Januar: Fusion Florentia, Nantey, Senaud und Val-d’Épy  → Val d’Épy

## Politik
| Vertreter im Departementrat | Vertreter im Departementrat   | Vertreter im Departementrat |
| Amtszeit                    | Namen                         | Partei                      |
| --------------------------- | ----------------------------- | --------------------------- |
| 2015–                       | Jean Franchi Hélène Pelissard | UD                          |